# Elecciones generales de Gibraltar de 2019
Las elecciones generales de Gibraltar se realizaron el 17 de octubre de 2019.
La Alianza GSLP–Liberal ganó su tercera elección consecutiva, conservando su mayoría en el Parlamento. Fabian Picardo fue reelegido como ministro principal de Gibraltar. Sin embargo, tanto la Alianza GSLP–Liberal que gobierna como el opositor Socialdemócratas de Gibraltar perdieron votos que resultaron beneficiando el nuevo partido Juntos Gibraltar, que ganó un escaño anteriormente de los Socialdemócratas.

## Sistema electoral
De acuerdo con la Orden Constitucional de Gibraltar de 2006, el Parlamento de Gibraltar cuenta con 17 miembros electos. Los electores pueden votar a un máximo de diez candidatos. Los 17 más votados se convierten en miembros del Parlamento.

## Resultados
| | Alianza GSLP–Liberal               |                                    | Partido Socialista Laborista de Gibraltar | 5. 857 | 37.00 | 7  | ±0 |  |  |
| | Alianza GSLP–Liberal               | Partido Liberal de Gibraltar       | 2. 454                                    | 15.50  | 3     | ±0 |    |  |  |
| | Alianza GSLP–Liberal               | Total de la coalición              | 8. 311                                    | 52.50  | 10    | ±0 |    |  |  |
| | Socialdemócratas de Gibraltar      | Socialdemócratas de Gibraltar      | Socialdemócratas de Gibraltar             | 4. 045 | 25.55 | 6  | -1 |  |  |
| | Juntos Gibraltar                   | Juntos Gibraltar                   | Juntos Gibraltar                          | 3 245  | 20.50 | 1  | +1 |  |  |
| | Independientes                     | Independientes                     | Independientes                            | 229    | 1.45  | 0  | ±0 |  |  |
| Total | Total                              | Total                              | Total                                     | 15.832 | 100   | 17 | -  |  |  |
| |                                    |                                    |                                           |        |       |    |    |  |  |
| Votos válidos | Votos válidos                      | Votos válidos                      | Votos válidos                             | 16,767 | 97.85 |    |    |  |  |
| Votos inválidos y en blanco | Votos inválidos y en blanco        | Votos inválidos y en blanco        | Votos inválidos y en blanco               | 368    | 2.15  |    |    |  |  |
| Total de votos emitidos | Total de votos emitidos            | Total de votos emitidos            | Total de votos emitidos                   | 17,135 | 100   |    |    |  |  |
| Votantes registrados/participación | Votantes registrados/participación | Votantes registrados/participación | Votantes registrados/participación        | 24,189 | 70.84 |    |    |  |  |
| Fuente: Parliament of Gibraltar Archivado el 18 de octubre de 2019 en Wayback Machine., Gibraltar Parliament General Election Archivado el 8 de mayo de 2021 en Wayback Machine., Registered |                                    |                                    |                                           |        |       |    |    |  |  |